# Huile végétale carburant
Pour les articles homonymes, voir HVB, HVP et HVC.
 (mai 2017).
Si vous disposez d'ouvrages ou d'articles de référence ou si vous connaissez des sites web de qualité traitant du thème abordé ici, merci de compléter l'article en donnant les références utiles à sa vérifiabilité et en les liant à la section « Notes et références ».
L'huile végétale carburant (HVC), notamment l'huile de colza carburant, aussi connue sous les noms d'huile végétale pure (HVP) ou huile végétale brute (HVB), peut être utilisée (jusqu'à 100 %) comme carburant par certains moteurs Diesel (inventé à l'origine pour ce type de carburant), sous réserve de modifications mineures visant à réchauffer le carburant en question, ou, sans modification, en mélange avec du gazole ordinaire (30 % sur tous les véhicules, et jusqu'à 50 % selon les cas). Elle est également la matière première brute qui sert à la fabrication du biogazole qui est un ester alcoolique utilisé aujourd'hui comme biocarburant, incorporé directement dans le gazole.

## Historique

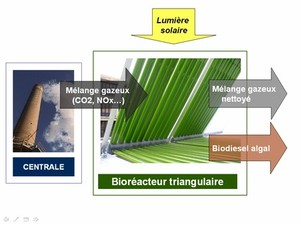
Principe de fonctionnement du bioréacteur à microalgues mis au point par la société américaine.

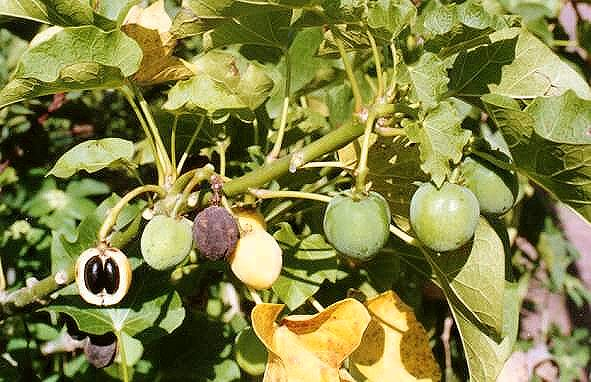
Fruits de Jatropha curcas - Rendement : 1892 L d'huile/ha et par an en moyenne.

- 1891, Rudolf Diesel procède à des essais sur ses moteurs (les moteurs Diesel) avec de l'HVB. Il est convaincu que l'huile végétale a un fort potentiel, au même titre que le pétrole et le charbon. Il faut savoir qu'au départ, le moteur « Diesel » était tout d'abord connu sous le nom de « moteur huile lourde » (l'huile lourde était, à cette époque, un résidu non commercialisable du raffinage du pétrole brut).
- À l'Exposition universelle de 1900 à Paris, l'entreprise Otto présente un moteur fonctionnant à l'huile d'arachide pour répondre à une demande du gouvernement français.
- 1925, l'ingénieur en chef du génie maritime de la Marine nationale est chargé par celle-ci d'étudier la possibilité d'utiliser des huiles végétales pour ses moteurs lents.
- 1939-1945, les difficultés d'approvisionnement en hydrocarbures liées à la Seconde Guerre mondiale poussent certaines régions du monde à développer l'utilisation de moteurs fonctionnant à l'huile. Des recherches se poursuivront durant les années qui suivirent, mais le faible coût du pétrole et les orientations politiques de l'époque y mettent un terme.
- 1997, Valenergol[1] est créée et donne un coup d'accélérateur à la filière des HVC par des prix de vente minorés illégalement par non-application de la TIPP. Seulement quelques années plus tard, cette société est condamnée en justice par les douanes pour non-acquittement de la TIPP (remplacée, plus tard, par la taxe intérieure de consommation sur les produits énergétiques).

## Différentes huiles végétales
Techniquement, certaines huiles végétales, ou graisses animales, peuvent être utilisées comme carburant dans certains moteurs Diesel[Lesquels ?] :
l'huile de microalgues,,Certaines espèces de microalgues ont une richesse en huile pouvant dépasser 50 % de leur masse. Leur croissance est très rapide : il est possible d'effectuer une récolte complète en quelques jours, ce qui n’est pas le cas du colza. Le rendement des diatomées et chlorophycées est nettement supérieur à celui des plantes terrestres telles que le colza car ce sont des organismes unicellulaires ; leur croissance en suspension dans un milieu aqueux leur permet un meilleur accès aux ressources : eau, CO2 ou minéraux. C’est pour ces raisons que les algues microscopiques sont capables, selon les scientifiques du NREL, « de synthétiser 30 fois plus d’huile à l’hectare que les plantes terrestres oléagineuses utilisées pour la fabrication de biocarburants » ;
l'huile de Pongamia pinnata (ou Karanj)Pongamia pinnata est un arbre à croissance rapide, fixateur d'azote, très résistant à la sécheresse, qui pousse en plein soleil, sur des sols difficiles, même sur des sols salés, et producteur d'huile. L'Inde encourage actuellement fortement la plantation de cet arbre (ainsi que de l'arbuste Jatropha curcas) dans les zones impropres aux cultures traditionnelles, ceci dans l'optique de produire de l'huile végétale. Les rendements moyens en huile sont de 1 800 L/ha et par an la dixième année, ce qui est excellent (même rendement que le palmier à huile)[réf. nécessaire] ;
l'huile de jatrophaJatropha curcas, un arbuste des zones arides, retient beaucoup l'attention. Demandant très peu d'eau et de nutriments, la culture du jatropha dans des régions menacées de désertification se justifie parfaitement rien que pour sa capacité à protéger le sol de l'érosion et à retenir l'eau. Le rendement en huile de la plante est de 1 892 L/ha et par an en moyenne. De nombreux pays, dont l'Inde, Madagascar et l'Afrique du Sud, se lancent actuellement dans cette filière. D'autres espèces oléifères cultivables en zone aride (c'est-à-dire n'entrant pas en concurrence avec les cultures à vocation alimentaire ou avec les forêts) offrent également des perspectives très intéressantes : Madhuca longifolia (Mahua), Moringa oleifera (Saijan), Cleome viscosa, etc. ;
l'huile de palmel'Indonésie et la Malaisie commencent à produire de petites quantités de biogazole avec cette matière première. Son inconvénient est d'exiger énormément de main-d'œuvre pour la récolte, ce qui rend cette filière uniquement viable dans des pays à très bas salaires. La production d'huile de palme pour le biocarburant est, en ce moment, massivement développée en Asie du Sud-Est (Malaisie surtout) mais cela se fait au prix d'une nouvelle accélération de la déforestation pour fournir les terres nécessaires. Rendement : 5 000 L/ha et par an ;
l'huile de tournesolextraite des graines de tournesol. C'est une huile plutôt légère, très utilisée comme biocarburant ; elle semble être la plus intéressante au niveau de l'écobilan. Mais elle présente la particularité de contenir plus de gomme que l'huile de colza, ce qui aura pour effet de boucher plus facilement les conduits d'alimentation en carburant. Les tourteaux peuvent être valorisés en alimentation animale, comme pour ceux du colza. Rendement moyen : 662 litres d'huile par hectare et par an, le double en France ;
l'huile de colzaextraite des graines de colza. C'est une huile très pauvre en acides gras saturés. Elle est facilement utilisable en tant que biocarburant et est peu chère. Rendement moyen : 572 litres d'huile/ha et par an, le triple en France ;
l'huile d'amandeextraite du noyau des amandes. C'est une huile très peu colorée, elle est relativement chère ;
l'huile d'arachidehuile claire, très polyvalente, ne nécessitant pas de raffinage pour pouvoir être cuite sans risque cancérogène[pas clair]. Par contre, figeant à des températures trop hautes (son point de trouble serait à 13 °C), elle ne pourrait être utilisée sans précaution en tant que biocarburant ;
l'huile de coprah
l'huile de lina priori, peu propice à une utilisation en tant que biocarburant, notamment à des latitudes tempérées car elle fige à une température très inférieure à 0 °C[pas clair] (car elle est très riche en acides gras insaturés) ;
l'huile de maïsextraite des grains de maïs, elle est peu onéreuse à l'achat. Si le maïs ne contient qu'une petite proportion de lipides, bien trop peu pour être cultivé spécifiquement pour produire de l'huile, celle-ci peut être récupérée comme coproduit de l'extraction de l'amidon - y compris pour la production d'éthanol. Les usines d'éthanol utilisant du maïs peuvent donc fournir aussi de l'huile pour la production de biogazole, ce qui améliore le rendement de la filière (plus de carburants sont produits à partir d'un kg de maïs) ;
l'huile d'oliveextraite à partir d'olives (première pression à froid ou en mélange), et a une belle couleur jaune ou verte caractéristique « vert olive ». Elle est riche en antioxydants ;
l'huile de pépins de raisin ;
l'huile de ricin ;
l'huile de sésameextraite des graines de sésame, c'est une huile très pauvre en acides gras saturés ;
l'huile de moutardedes variétés hybrides de graines de moutarde sont étudiées. Si le rendement en huile est moindre qu'avec le colza, cette plante offre en même temps un autre produit très intéressant : les restes des graines (après extraction de l'huile) constituent un pesticide efficace et biodégradable. De plus, la moutarde peut être cultivée en rotation avec le blé : elle améliore le rendement du blé l'année suivante et peut se planter et se récolter avec les mêmes machines agricoles ;
l'huile de pépin de cucurbitacées (courgette, concombre, potiron, etc.)huile chère à l'achat ; de plus, c'est une spécialité qu'on ne trouve qu'en Autriche[pas clair] ;
l'huile d'arganeissue de l'arganier, un arbre qui ne pousse qu'au Maroc. C'est une huile cosmétique.[pas clair]

### Recyclage des huiles de friture et d'autres résidus gras
L'utilisation d'huiles-déchets (huiles de friture usagées, graisses d'abattoir, huiles de poissonnerie) est très intéressante du point de vue de l'écobilan : elle n'ajoute pas de cultures supplémentaires et évite, de plus, de rejeter ces huiles. Mais les sources possibles sont assez restreintes, d'autant que la collecte ne peut être praticable partout. Il existe de nombreux petits projets utilisant ces huiles. À titre d'exemple, les McDonald's français fournissent leurs 6 500 tonnes d'huile de friture usagée par an à des sociétés de récupération qui s'en servent pour produire du biogazole[réf. souhaitée].
Il est tout à fait possible, après décantation et filtration à 1 μm, d'utiliser de l'huile alimentaire usagée (huile issue de fritures, par exemple) comme carburant. Ces huiles sont très oxydées et ont donc une meilleure combustion. L'avantage principal de cette formule est de recycler un déchet issu de la biomasse pour produire de l'énergie, en remplacement de produits d'origine fossile.
Cependant, ces huiles sont fortement acides, ce qui présente un risque important à moyen terme pour le moteur. En effet, l'huile moteur (« de vidange ») est alcaline et le contact avec l'huile carburant (par migration vers le bas moteur des imbrûlés, principalement à froid) neutralise l'huile moteur et dégrade fortement ses qualités lubrifiantes, ce qui peut conduire rapidement à la casse moteur. À titre de comparaison, les huiles brutes autorisées en Allemagne ne doivent pas dépasser 2 % d'acidité oléique pour cette raison, alors que les huiles de friture sont entre 5 et 10 % (parfois plus), les huiles de table du commerce (sauf l'huile d'olive) entre 0,1 et 0,2 % et une huile sortie du triturateur entre 2 et 5 % selon le traitement et le type de graine. Il convient, alors, de rapprocher les vidanges, d'utiliser de l'huile lubrifiante à base végétale (Biolub) ou d'ajouter un hyper-lubrifiant.
De plus, cela arrange souvent les restaurateurs et autres professionnels qui ont souvent du mal à se débarrasser de leurs déchets à base d'huile et qui se feront sûrement un plaisir de vous charger de cette mission, bien que cela soit illégal au regard de la réglementation sur l'élimination des déchets qui impose l'enlèvement par un organisme déclaré en préfecture. Cependant, cette huile usagée se trouve en quantité limitée, c'est donc une solution d'appoint mais sûrement pas une solution durable.
Dans le même ordre d'idées, quelques usines produisent du biogazole à partir de résidus gras tels que des graisses d'abattoirs, de l'huile de poisson (déchet des usines de surimi) ou encore de l'huile de vidange. Là encore, ce sont des sources très limitées en quantité, mais leur emploi évite des pollutions locales (certains de ces déchets sont, autrement, rejetés dans l'environnement) et améliore quelque peu la rentabilité des industries en question.

### Conservation
L'huile végétale brute se conserve en tant que telle durant plusieurs mois (jusqu'à plus d'un an dans certaines conditions[Lesquelles ?]). Les graines d'oléagineux peuvent se conserver durant de longues périodes tant qu'elles sont conservées au sec, et à des températures basses (de 2 à 8 °C) et dans des endroits bien aérés (attention, en cas de très grandes quantités, il se peut que la température augmente et qu'il y ait production de gaz, avec une possibilité d'explosion).

### Procédés de fabrication
Pour obtenir de l'HVC, on peut passer par plusieurs « filières » :
- l'industrie de la grande consommation (la plus déconseillée, entre autres pour des raisons environnementales avec les bouteilles plastique) ;
- la filière agricole « huiles végétales pures » ;
  - culture d'un oléagineux (type tournesol, colza… ; cf. tableau ci-dessus), préférer les variétés les plus réputées pour leur richesse en huile,
  - moisson / récolte lorsque l'oléagineux est le plus mûr possible, maximum 9 % d'humidité pour le colza (l'idéal tend vers 5 à 6 % d'humidité),
  - le rendement de la production d'huile varie beaucoup selon les espèces, la plus productive des plantes terrestres étant le palmier à huile, actuellement planté de manière intensive dans la zone intertropicale ; mais aucune de ces espèces n'atteint un niveau de production qui permette d'espérer satisfaire entièrement les besoins en carburant, même à leur niveau actuel,
  - seules les microalgues devraient permettre un rendement suffisant, comme l'a montré une étude conduite sur 15 ans par le laboratoire national des énergies renouvelables américain (NREL) résumée dans le gros rapport NREL/TP-580-24190 de juillet 1998. Cette étude a testé environ 200 espèces de microalgues, d'eau douce et de mer : certaines contiennent jusqu'à 60 % de lipides, et toutes les cellules sont utilisables, à la différence d'un palmier. Le rendement est maximal – jusqu'à 150 tonnes par hectare et par an – si l'on alimente en CO2, ce qui donne un débouché aux quantités de carbone que l'on cherche à stocker : le CO2 produit par la combustion du carburant est ainsi recyclé ; il reste, cependant, le problème de la concentration du CO2 produit par les véhicules. Avec ce rendement annoncé, on peut véritablement espérer remplacer le pétrole ; par ailleurs, la culture de microalgues pour le carburant n'entre pas en concurrence avec les cultures alimentaires et n'incite pas à la déforestation ; et la possibilité de cultiver des algues marines ouvre une surface énorme au potentiel de culture sur des stations flottantes ;
- le recyclage d'huiles végétales usagées (dans des restaurants, par exemple) ;
- le terme « huile végétale brute » est souvent utilisé pour désigner les huiles première pression à froid obtenues dans les filières agricoles, qui ne doivent être que décantées et filtrées. Il ne s'agit pas, en fait, des huiles obtenues par pression à chaud dans les huileries industrielles qui, elles, nécessitent d'être raffinées avant utilisation comme carburant ou consommation.

## Utilisation de l'huile comme carburant
Il existe deux moyens, techniquement très différents, d'utiliser ces différentes huiles comme carburants pour véhicules.
Les normes à respecter pour l'utilisation huile de colza en carburant (HCC) sont les normes DIN 51605 ou CWA 16379.
|                                  |            |                           | Seuils dans Norme DIN 51605:2010-09 applicables au 1er janvier 2012 |                                      |
|                                  | Unité      | Méthode mesure            | mini                                                                | maxi                                 |
| Masse volumique à 15 °C          | kg/m3      | EN ISO 3675 EN ISO 12185  | 910,0                                                               | 925,0                                |
| Viscosité cinématique à 40 °C    | mm2/s      | EN ISO 3104               | /                                                                   | 36,0                                 |
| Pouvoir calorifique inférieur    | MJ/kg      | NF M 07-030               | 36,0                                                                | /                                    |
| Ignition                         |            | EN 15195                  | 40,0                                                                | /                                    |
| Point éclair                     | °C         | EN ISO 2719               | 101,0                                                               | /                                    |
| Iode                             | g Id/100 g | EN 14111                  | /                                                                   | 125,0                                |
| Acidité totale (TAN)             | mgKOH/g    | EN 14104                  | /                                                                   | 2,0                                  |
| Stabilité à l'oxydation à 110 °C | h          | EN 14111                  | 6,0                                                                 | /                                    |
| Teneur en eau                    | mg/kg      | EN ISO 12937              | /                                                                   | 750,0                                |
| Soufre                           | mg/kg      | EN ISO 20884 EN ISO 20846 | /                                                                   | 10,0                                 |
| Phosphore                        | mg/kg      | EN 14107                  | /                                                                   | 3,0                                  |
| Calcium                          | mg/kg      | EN 14538                  | /                                                                   | 1,0                                  |
| Magnésium                        | mg/kg      | EN 14538                  | /                                                                   | 1,0                                  |
| Aspect visuel                    |            |                           | Libre de toute contamination visible                                | Libre de toute contamination visible |
| Contamination totale             | mg/kg      | EN 12662                  | /                                                                   | 24,0                                 |

### Filière courte
Après pressage simple dans une machine assez rudimentaire, l'huile est décantée puis filtrée avec un assistant de filtration (pour abattement phosphore, calcium et magnésium en dessous des seuils DIN 51605) pour être utilisée directement comme carburant. Le rendement de pressage est de 30 à 40 % d'huile pour 60 à 70 % de tourteaux (résidus pâteux). L'écobilan est très intéressant, mais l'utilisation de l'huile pose quelques problèmes :
- l'huile peut s'oxyder (siccativation…), elle sèche et peut générer des problèmes dans les réservoirs ;
- le point d'auto-inflammation plus élevé (de l'ordre de 450 °C, soit une centaine de degrés de plus que le gazole ou les esters méthyliques). Cela cause parfois des problèmes au démarrage des moteurs, surtout par temps froid ;
- le point de solidification est assez élevé (les huiles végétales provenant du colza ou du tournesol figent entre −5 et −15 °C, ce qui est problématique dans les pays froids) ;
- la contamination résiduelle (particules, fibres, eau, etc.) est susceptible de colmater les filtres (pour la partie arrêtée par ceux-ci) et accélérer l'usure du système d'injection (pour la partie qui ne serait pas arrêtée par ces filtres).

Il existe des solutions techniques à ces inconvénients, mais elles sont assez contraignantes : préchauffage de l'huile grâce à des réservoirs ou injecteurs chauffants, démarrage avec du gazole ou des esters méthyliques (ce qui demande deux réservoirs séparés), filtres plus performants. Les meilleurs résultats sont obtenus avec des systèmes capables de commuter entre l'huile et le gazole en fonction de la température des gaz d'échappement (sondes lambda), le circuit d'huile étant chauffé par l'eau du moteur (le liquide de refroidissement). La proportion d'huile maximale que l'on peut utiliser dépend du type d'injection.
Des kits de modification sont maintenant proposés par des entreprises étrangères et il commence à y avoir, en France, des personnes qui peuvent faire l'installation de ce type de matériel. La modification du véhicule devient alors beaucoup plus facile et efficace. Le moteur Elsbett (Allemagne) fonctionne parfaitement à l'huile végétale pure.
Un autre problème lié à l'utilisation d'huile carburant est la production de composés organiques nocifs lors de sa combustion, en particulier l'acroléine. Néanmoins, l'HVC ne produit que du CO2 d'origine naturelle (qui fait partie d'un cycle naturel, contrairement aux carburants fossiles par exemple), ne contient pas de soufre (principal élément polluant du gazole) et semble produire beaucoup moins de particules cancérigènes.
L'ADEME déconseille vivement (communication du 15 septembre 2005) l'utilisation des HVC comme carburant pour les véhicules Diesel[réf. nécessaire]. Dans une étude menée conjointement avec l'Institut français du pétrole, l'ADEME remarque que les propriétés de l’HVB ont des effets néfastes pour le fonctionnement d’un moteur car elles conduisent à une modification profonde des systèmes de combustion due à :
- la formation de dépôts (masse moléculaire très élevée pour les huiles, caractéristiques de distillation, indice de cétane faible : 30 à 35) ;
- une forte dégradation des performances (viscosité trois fois supérieure pour les huiles, tenue à froid limitée avec figeage de l’huile, surtout par temps froid, rendant impossible le fonctionnement du moteur) ;
- une résistance à l’oxydation : destruction avant 300 °C et formation de résidus charbonneux).

Enfin, la même étude souligne que les HVB ne répondent pas aux spécifications qui permettent aux moteurs Diesel de respecter les très bas niveaux d’émissions polluantes imposés par la réglementation. Bien qu'elle permette de réduire énormément les émissions de CO2, l'utilisation d'HVB provoque, par rapport à l'utilisation du gazole :
- niveau de CO : multiplié par 2 ;
- niveau de HC : multiplié par 4 ;
- particules : augmentation de 90 à 140 % ;
- aldéhydes et cétones : augmentation de 30 à 330 % ;
- HAP : augmentation de l'ordre de 20 %.

Il convient de noter que cette étude va à l’encontre de toutes celles qui ont été menées dans d’autres pays frontaliers. Et qu’il convient de vérifier, aussi, les sources de cet article. En effet, l’ADEME avait publié un rapport montrant l’effet bénéfique des HVB au niveau de la pollution et des solutions « après pétrole ».
Une analyse comparative faite entre l'huile de tournesol et le gazole donne les résultats suivants :
- niveau de CO : identique (0,07) ;
- niveau de CO2 : 163,25 gazole, 165,50 HVB (attention, les huiles rejettent le CO2 assimilé l'année précédente durant la croissance des plantes qui en sont à l'origine, donc impact modéré, les pratiques culturales émettant, elles aussi, du CO2) ;
- niveau de HC : 0,03 gazole, 0,04 HVB ;
- particules : 0,037 gazole, 0,029 HVB ;
- NOX : 0,51 gazole et 0,57 HVB ;
- HC + NOX : 0,54 gazole et 0,61 HVB.

On ne retrouve pas les augmentations décrites plus haut[pourquoi ?].
Un autre document de l'ADEME est indiqué.

### Compte-rendu de l'utilisation d'HVC en Allemagne
Selon une information de l'ADIT (Agence pour la diffusion de l'information technologique en Allemagne) datant du 11 juillet 2004, les moteurs Diesel connaissent des problèmes avec un carburant à base de colza; des 110 tracteurs expérimentaux mis en circulation par le ministère de l'Environnement fédéral allemand depuis 2002 :
- huit ne fonctionnent plus en raison de sévères pannes de moteur ;
- 71 tracteurs. ont dû subir de petites ou grosses réparations.

Seulement 31 ont fonctionné sans aucun problème. Les raisons des avaries viennent de la mauvaise filtration de l'huile, les particules restantes ayant tendance à obstruer le filtre à gazole, à endommager les pompes à injection et à dérégler, voire boucher les injecteurs.
Cette étude de 2004 impliquait une utilisation directe de l'huile sur moteur « froid » ; en effet, au-delà de 30 %, il est important de démarrer sur gazole et d'attendre que le moteur soit chaud. Les Allemands ont largement passé cette étape, étant donné que, chez eux, on peut se fournir en HVB directement à la pompe.

### Compte rendu de l'utilisation d'HVC dans les camions-poubelles de la communauté de communes de Villeneuve-sur-Lot
Les résultats d’une année d’expérimentation des « Huiles Végétales Carburant » sur les dix bennes de collecte démontrent tout l’intérêt de ce type de filière pour les flottes captives des collectivités soucieuses de leur parc de véhicules, mais peuvent générer des atteintes à la protection de la qualité de l’air sur leur territoire en cas de non-conformité avec la norme DIN 51605:2016-01.
Les résultats sont les suivants :
- une distance moyenne parcourue par les 10 bennes de 21 400 km (entre 3 500 et 28 000 km suivant les véhicules) ;
- aucune panne liée à l’utilisation d’HVP n’a été enregistrée. Aucun problème mécanique, ni de détérioration des moteurs ;
- des résultats contrastés sur la pollution. Les analyses des gaz d’échappement montrent :
  - une réduction des émissions de monoxyde de carbone, de dioxyde de carbone et d'hydrocarbures,
  - des mesures d’opacimétrie en baisse et inférieures à la norme NFR 10-025,
  - des rejets de soufre augmentés avec des carburants non conformes DIN 51605:2016-01
- Un système d’injection des moteurs bien réglé et un comportement rigoureusement conforme à celui constaté lors d’une utilisation exclusive de gazole au début mais un vieillissement accéléré des moteurs[réf. nécessaire] avec des carburants non conformes DIN 51605:2016-01.

### Filière ester méthylique
L'huile, généralement obtenue avec des méthodes plus industrielles (solvants), subit une estérification : mise en présence de méthanol et d'un catalyseur (généralement de la soude) et génère un ester méthylique et de la glycérine. Les différents composants de cette solution sont enfin séparés à l'aide d'une centrifugeuse.
Les esters méthyliques obtenus sont appelés biogazoles ou, en France, Diester™ du nom du principal producteur local Diester Industries (DI). Ces carburants sont plus coûteux à produire que l'huile « directe » et demandent plus d'apport d'énergie mais ils sont facilement utilisables en remplacement de gazole traditionnel (ils ont été testés en remplacement à 100 % du gazole et peu de problèmes ont été relevés : destruction de joints sur des modèles anciens et problèmes de pompe d'injection, le biogazole n'étant pas lubrifiant, contrairement au gazole) ou mélangé avec celui-ci, sans demander de modifications au moteur.
Certains mélanges sont pratiques pour des raisons plus souvent politiques que techniques :
- huile de tournesol « directe » entre 5 et 30 % / gazole (diminuer les particules, éviter les modifications moteur) ;
- ester méthylique de 2 à 5 % / gazole (gazole vendu en station-service en France) ;
- huiles 15 % / ester méthylique (pour améliorer le bilan énergétique, éviter les modifications du moteur).

## Utilisations
L'huile végétale carburant est utilisée dans de nombreuses applications. On la retrouve dans l'agriculture comme carburant pour les engins agricoles, dans des moteurs fixes pour produire de l'électricité (par exemple, groupes électrogènes ou en cogénération Énergiestro ou OMT). On l'emploie aussi comme carburant pour véhicules légers ou poids lourds (voir Oliomobile) et, enfin, dans certains chauffages d'appoint adaptés spécialement.
L'huile végétale carburant peut également être utilisée dans les chaudières à fioul (ou mazout) jusqu'à 30 %, avec un brûleur classique fioul. On peut utiliser jusqu'à 100 %, mais en prenant soin de préchauffer l'huile à environ 60 °C pour obtenir une fluidité suffisante. On peut, aussi, faire appel à un brûleur dit « à huile », qui aura l'avantage d'être conçu pour cela et qui pourra, en cas de besoin, fonctionner au fioul.

## Législations

### En France
Plusieurs niveaux de réflexion sont à explorer pour la France :
- le véhicule concerné : la carte grise indique « gazole » pour ce qui est du carburant, donc l'huile végétale n'est, en théorie, pas utilisable en France… au même titre que les EMHV et autres biogazoles ou « diesters » ;
- l'assurance du véhicule : en général, les véhicules Diesel sont assurés pour rouler au gazole uniquement ; ainsi, en cas d'accident grave (où les experts iront vérifier le carburant utilisé, autrement dit, en cas d'accident où une vie a été en jeu), il se peut que cela se retourne contre le conducteur du véhicule. De plus, en cas de modifications du moteur (pour rouler à 100 % d'HVB, par exemple), la voiture peut ne plus être homologuée. Cependant, certaines personnes se sont vu autoriser explicitement par leur assureur la possibilité de rouler à autre chose que du gazole et à modifier leur moteur avec des kits officiels, souvent sous la condition que ceux-ci soient montés par un professionnel ;
- l'huile végétale en tant que carburant : la France ne s'est pas conformée à la directive européenne de 2003[15] concernant les biocarburants, considérant encore l'usage de l'huile végétale carburant comme illégale pour toute utilisation en dehors d'une exploitation agricole auto-productrice (position officielle très récente, à confirmer avec des textes juridiques).

Cependant, certaines expériences poussent la réflexion encore plus loin :
Par exemple, fin 2005, la Communauté de communes du Villeneuvois (CCV) a adopté l'utilisation d'huile végétale brute pour la carburation de ses camions de ramassage d'ordures ménagères, en s'appuyant sur l'expertise d'un juriste spécialisé en droit public (Philippe Terneyre) qui dit : « Il ne fait aucun doute que le Droit français est incompatible avec les dispositions d’effet direct de la Directive Européenne du 8 mai 2003 (2003/30/CE). La production d'huile végétale pure pour la carburation de véhicules et l'utilisation de ce biocarburant sont désormais licites en France, même en l’absence de système d’autorisation interministérielle ».
Néanmoins, en février 2006, la préfecture de Lot-et-Garonne a décidé de déférer au tribunal administratif de Bordeaux les délibérations de la CCV sur l’usage des HVP, estimant illégale leur utilisation comme carburant autre qu’agricole.
Toutefois, la loi no 2006-1771 du 30 décembre 2006 de finances rectificative pour 2006 indique dans son article 37 :
La société Aquitaine Énergie a été la première à développer des moteurs industriels pour une application de production d'énergie sous forme de groupes électrogènes, en utilisant des moteurs d'ancienne génération bien plus fiables que les moteurs Diesel actuels, leurs groupes électrogènes fonctionnent à 100 % d'huile végétale pure ou recyclée.[réf. nécessaire]
Les huiles végétales pures définies au §2 peuvent être utilisées, pures ou en mélange, comme carburant dans les véhicules des flottes captives des collectivités territoriales ou de leurs groupements ayant conclu un protocole avec le préfet et le directeur régional des douanes territorialement compétents. Les huiles végétales sont utilisées dans ce cadre sous l'entière responsabilité des utilisateurs. Elles sont soumises à la taxe intérieure de consommation au tarif applicable au gazole identifié à l'indice 22 et mentionné au tableau B du 1 de l'article 265. Ce tarif est diminué de la valeur de la réduction appliquée aux esters méthyliques d'huile végétale mentionnés au « a » du « 1 » de l'article 265 bis A.
Il faut aussi consulter la Loi d’orientation agricole du 5 janvier 2006 qui autorise l'usage de l'HVP aux agriculteurs et pécheurs sous conditions[Lesquelles ?].
En clair, l'usage de l'HVP n'est autorisé que pour les agriculteurs, les pécheurs et les collectivités territoriales sous protocole.
Toutefois, cette interprétation restrictive de l’usage des huiles végétales n’est due qu’au retard pris par la France dans la transposition de la directive européenne sur les biocarburants. Certains soulignent l’effet direct de celle-ci, et le fait que l’État français ne peut se prévaloir de sa propre défaillance dans l’application d’une directive à l’égard d’un contribuable.

### En Allemagne
L'huile végétale carburant est autorisée en Allemagne, qui applique donc jusqu'au bout l'esprit de la directive européenne de 2003 concernant les biocarburants. On trouve, en Allemagne, de plus en plus de stations-service distribuant de l'huile végétale.
En ce qui concerne l'homologation des modifications du moteur en Allemagne, certains kits pour adapter son moteur à l'huile végétale sont certifiés par le TÜV, équivalent des Mines en France, et donc 100 %. L'Allemagne a récemment mis en place des normes pour définir des standards de qualité d'huile.
En Allemagne, le « Programme des 100 tracteurs » s'est déroulé entre 2001 et décembre 2005. Un rapport intermédiaire de juin 2004 présente un bilan à mi-parcours assez mitigé : sur les 110 tracteurs qui ont été modifiés pour fonctionner à 100 % d'HVP, il y a eu :
- 10 casses de moteur avec des réparations supérieures à 15 000 euros,
- 36 cas avec des réparations autour de 2 000 euros,
- 34 cas avec des réparations mineures,

et 30 cas sans aucun problème. Le rapport final n’est pas encore disponible.

### EnEspagne
On trouve du biogazole à de nombreuses stations-service (au moins en Catalogne). Cependant, ce carburant est qualifié de non polluant, alors qu'il semblerait que ce soit un équivalent au « diester » français, c’est-à-dire 70 % de gazole accompagné de 30 % d'EMHV (esters d'huile végétale, nécessitant un raffinage poussé et donc polluant).

### EnSuisse
L'huile est taxée comme un carburant (communication du service fédéral des douanes).

### EnBelgique
D'avril 2006 à décembre 2012, l'huile de colza utilisée comme carburant, commercialisée par les agriculteurs sur la base de leur propre production et vendue à l'utilisateur final sans intermédiaire, était exonérée d'accises. Cette exonération est actuellement suspendue. Une demande de la Belgique pour le renouvellement de l'exonération d'accise est en cours auprès de la Commission européenne.
L'accise à payer est identique à l'accise appliquée à la vente de Diesel en tant que carburant, c'est-à-dire 0,427 7 euro/litre.
Une liste de vendeurs d'huile de colza en Belgique est disponible auprès de l'ASBL ValBiom (« Valorisation de la biomasse » en Belgique).